# Новотырышкино (Алтайский край)
Новотыры́шкино — село в Смоленском районе Алтайского края России, административный центр Новотырышкинского сельского совета.

## География
Расположено по обоим берегам реки Песчаной.
Расстояние до
- районного центра, села Смоленское — 27 км;
- краевого центра Барнаул — 162 км.

Уличная сеть
В селе 15 улиц и 7 переулков.

## История
Примерно в 1744 году было образовано приписными крестьянами новое поселение — третье в районе — деревня Тырышкина. В 1801 году крестьяне из этой деревни (теперь село Старотырышкино) переселились ближе к реке, так возникла новая деревня — Тырышкино. Она была учтена в переписи 1804 года, когда на заимке Тырышкиной проживало уже 27 семей, мужчин было 66 человек. Поскольку крестьяне поселились на землях, расположенных за военной линией, начальство не раз требовало от крестьян, чтобы они возвратились на прежние места, но они прочно обосновались на новых землях и не покидали деревню. Разрешение на постоянное проживание в новой деревне было получено в 1822 году.
С отменой крепостного права и притоком на Алтай переселенцев, деревня разрасталась, была построена церковь в 1884 году, открыта церковно-приходская школа. Деревня получила статус села, купцы построили 2 магазина. В 1893 году в селе были 3 водяные мельницы, работали кирпичный, воскобойный, салотопенный и 2 маслобойных завода, проживали в селе 1485 человек.
В селе развивалась торговля. Купцами Лукиным и Рыдаевым были построены два магазина.
В 1817 году в деревне насчитывалось 142 мужчины.

## Население
| 1926  | 1997  | 1998  | 1999  | 2000  | 2001  | 2002  |
| ----- | ----- | ----- | ----- | ----- | ----- | ----- |
| 5492  | ↘1690 | ↘1671 | ↘1660 | ↗1675 | ↗1695 | ↗1714 |
| 2003  | 2004  | 2005  | 2006  | 2007  | 2008  | 2009  |
| ↗1737 | ↗1743 | ↗1806 | ↗1887 | ↗1895 | ↗1933 | ↗1959 |
| 2010  | 2011  | 2012  | 2013  |       |       |       |
| ↘1778 | ↘1773 | ↗1814 | ↗1880 |       |       |       |

## Инфраструктура
В селе работают предприятия и организации разных форм собственности (СХП «Алтайские луга»), есть КФК, частные предприниматели, общества с ограниченной ответственностью («Энегрия», «Сибирский купец», «Рассвет», «Альянс Трак», «ТБМ+» и другие), торговые фирмы и компании.
Работают МБОУ «Новотырышкинская средняя общеобразовательная школа», МБДОУ "Детский сад «Снежинка», Музейный комплекс, филиал районной киноустановки, Новотырышкинская сельская библиотека, сельский дом культуры, аптека, ФАП, Смоленский почтамт, база отдыха «Ранчо Простоквашино», ведёт деятельность некоммерческая общественная организация «Смоленская районная национально-культурная немецкая автономия».

## Туризм
Село признано «образцовым поселением Алтайского края». В Новотырышкино проходят ежегодные фестивали и слёты: Сибирская масленица, форум «Алтай. Точки роста», «Алтайфест» и другие. Основные туристические достопримечательности:
- Дом-музей «Алтайский аил»
- Комплекс «Сибирское подворье» — конный двор и сертифицированный ипподром, а также площадка для проведения крупных мероприятий и выставок[15].
- Парк животных ледникового периода
- Автодром
- Храм Святой Мученицы Татьяны
- Лютеранская Церковь в честь Девы Марии
- Памятник воинам, погибшим в Великой Отечественной войне 1941—1945 годах.